# Juan Manuel Cartagena
Juan Manuel Cartagena Travesedo (Orihuela, Alicante, España, 29 de junio de 1958) es un exfutbolista español que se desempeñaba como defensa. Actualmente entrena al Orihuela CF.

## Clubes
| Club           | País   | Año       |
| -------------- | ------ | --------- |
| Hércules C. F. | España | 1979-1986 |
| Cádiz C. F.    | España | 1986-1987 |
| Elche C. F.    | España | 1987-1990 |